# Idioblast
Idioblasten sind in ein pflanzliches Gewebe eingestreute Zellen oder Zellgruppen, die sich in ihrem Aufbau und ihren Aufgaben von den umgebenden Zellen unterscheiden.
Der Begriff Idioblast geht auf Julius Steiner (1844–1918) zurück, der sie (1874) als „Zellen, die sich in ihrer Größe, ihrem Bau oder in ihrem Inhalt in einem sonst gleichmäßigen Gewebe wesentlich von ihrer Nachbarschaft unterscheiden“ beschrieb. Das Wort Idioblast ist abgeleitet von ἰδιότης (idiótes) «Privatperson» «Eigentümlichkeit», «Eigenart» (siehe: Idiot) und blastem (griech.«Keim»,«Spross»). Man kann sie deshalb auch als „Sonderlinge“ im Zellverband ansehen. Im «Strasburger» wird dazu festgestellt, dass je „reichhaltiger die Gewebegliederung eines Organismus, desto höher ist der von ihm erreichte Differenzierungsgrad bzw. die Arbeitsteilung seiner Zellverbände“. Damit ergibt die Anzahl an Zellsorten und Gewebensorten ein Maß für die Organisationshöhe eines Organismus. Diese „Sonderlinge“ kommen sowohl in pflanzlichem Grundgewebe Parenchym als auch in Abschlussgewebe (Epithel) und seltener auch in Leitbündeln vor. Dazu werden nun einige Beispiele angeführt:

## Idioblasten in Abschlussgewebe (Epidermis)
In pflanzliche Epidermis eingelagerte Idioblasten sind zumeist Haarzellen oder Drüsenzellen, manchmal auch eine Kombination aus beiden, wie die Brennhaare der Brennnessel. Eine besonders wichtige Aufgabe besitzen die Stoma-Zellen der Spaltöffnungen für den Gasaustausch der Pflanzen.

## Idioblasten in Grundgewebe (Parenchym)

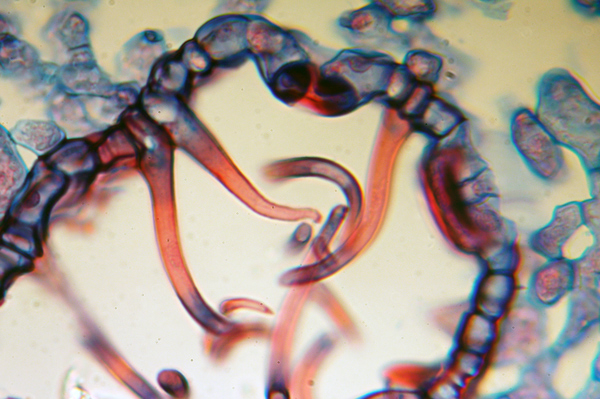
Eingesenkte Spaltöffnung beim Oleander mit Haarzellen, 100fach vergrößert, gefärbt

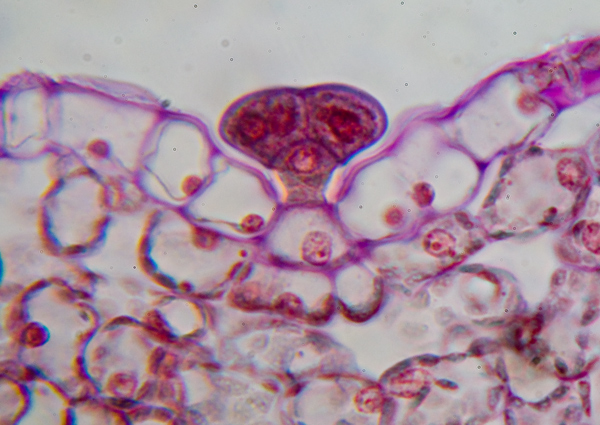
Wachsdrüsenzellen von der Blattoberseite schwarzer Holunder

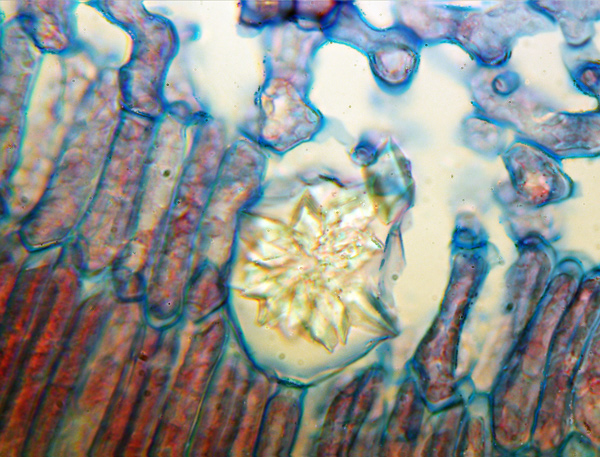
Kristallidioblast Aloe 400fach vergrößert, gefärbt

Viele Pflanzen besitzen im Grundgewebe, besonders im Palisadenparenchym und im Schwammparenchym der Blätter sogenannte Ausscheidungsidioblasten. Diese stellen oftmals spezielle sekundäre Pflanzenstoffe her, wie etwa ätherisches Öl, Harze, Alkaloide, Gerbstoffe, aber auch Schleim oder Milchsäfte (bei Wolfsmilchgewächsen). Die Zellen bilden diese Stoffe mittels des endoplasmatischen Retikulums (ER) und des Golgi-Apparates und füllen damit die Vakuolen auf, bis diese die Zellen völlig ausfüllen. Beispiele dazu sind die Ölzellen in den Avocadofrüchten, in den Wurzeln der Ingwer, in der Rinde des Zimt-Baumes und in vielen Rutacea (Citrus). In Blättern ist die Ausscheidung von Calciumoxalat, das in Kristallidioblasten (Raphiden) überraschend große Kristallbündel bildet, sehr verbreitet.
Eine Kombination aus würfelförmigen Salzausscheidungen verbunden mit stark verdickten Zellwänden und einer sternförmigen Haarform haben die Sternhaarzellen (Astrosklereiden), die bei Seerosenblättern zum Teil bizarr in das Luftgewebe (Aerenchym) hineinragen. Wolfsmilchgewächse, Oleander und Gummibaum besitzen als Besonderheit ungegliederte Milchröhren, für die frühzeitig in der Entwicklung viele typische Absonderungszellen verschmelzen. Diese vielkernigen verzweigten Röhren durchwuchern dann als Riesenzellen das ganze Parenchym. Solche Röhren dienen dann als Speicher für Milchsaft und können mehrere Meter lang werden. Sie gehören so den größten Zellen überhaupt.

## Bedeutung von Idioblasten

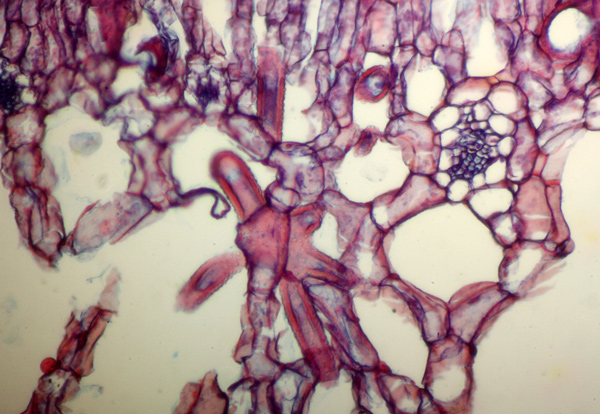
Astrosklereide Seerosenblatt, 200fach vergrößert, gefärbt

Die Idioblasten ermöglichen Anpassungen an ökologische Bedingungen vielfältiger Art. Haarzellen und Stoma-Zellen ermöglichen zum Beispiel die Kontrolle der Wasserverdunstung. Dem gleichen Ziel dienen die Wachsdrüsen in der Epidermis, die die Kutikula von Blättern ausbilden. Wasserausscheidende Hydathoden dienen durch aktive Wasserabgabe bei Feuchtgebietspflanzen (Hygrophyten) dem gleichen Zweck.
Exkretion: Pflanzen auf salzhaltigen Böden (z. B. der Queller an Meeresküsten) sind durch Salzdrüsen fähig, überschüssige Mineralien auszuscheiden und kontrollieren so den osmotischen Druck Osmose in den Geweben.
Andere Zelltypen dienen vor allem dem Fraßschutz gegenüber pflanzenfressenden Insekten oder auch Wirbeltieren, denn viele Sekrete sind entweder giftig (Calciumoxalat, Alkaloide) oder schmecken bitter (Gerbstoffe). Einige dieser Sekrete wirken auch pilzhemmend oder/und antibakteriell.
Auch die stark verhärteten Sklereiden (Steinzellen) und die Sternzellen (Astrosklereiden) müssen unter diesem Aspekt des Fraßschutzes gesehen werden. Austretender Milchsaft oder Harz kann Verletzungen von Geweben schnell verschließen. Eine andere Funktion ist die Anlockung von Tieren durch Ätherische Öle oder andere Duftstoffe zum Zweck der sexuellen Fortpflanzung. Nektarien mit zuckerhaltigen Sekreten dienen dabei als Belohnungsmittel für dabei nützliche Insekten. Andererseits können solche Lockstoffe bei „Fleischfressenden Pflanzen“ auch zur Mineralienversorgung beitragen (zum Beispiel Sonnentau (Drosera)).

## Ungeklärte Aspekte
Da Idioblasten meist als Einzelzellen eingestreut in einheitlichem Gewebe vorkommen bedeutet es zugleich, dass sie durch inäquale (ungleiche) Teilungen aus oder mit diesen Zellen entstehen müssen. Das wirft zwangsweise die Frage nach ihrer Ontogenie beziehungsweise der Genregulation auf, denn sie besitzen ja offensichtlich einen von den Umgebungszellen abweichenden Baustoffwechsel.
Obwohl Einzelzellen liegen die Idioblasten doch nicht wahllos im Gewebe, sondern bilden eine gewisse sich wiederholende Anordnung. Dies wirft die Frage nach der Koordination ihrer Entstehung auf. Siehe dazu den Artikel über die Ontogenie der Spaltöffnungen (Stoma (Botanik)).

## Anwendungen
Vermutlich seit Anbeginn der menschlichen Kulturgeschichte wissen Menschen von den besonderen Inhaltsstoffen der Pflanzen und nutzen sie auch seit Tausenden von Jahren für Drogen, Heilkunde als auch für diverse Zauberei. "Viele höhere Pflanzen sammeln extrahierbare organische Stoffe in ausreichenden Mengen, die ökonomisch interessant genug sind, um als chemisches Ausgangsmaterial für verschiedene wissenschaftliche oder technische Anwendungen dienen zu können. "Die ökonomisch wichtigen Pflanzen dienen der Industrie als Quelle für Öle, Tannine, Saponine, natürliches Gummi, Wachse, Pharmazeutika und viele weitere spezielle Produkte."
Unter den 25 weltweit am meisten verkauften pharmazeutischen Produkten sind 12 aus Naturprodukten abgeleitet. Geht man davon aus, wie verbreitet die sekretorischen und exkretorischen Idioblasten in den Pflanzen sind, so ist es erstaunlich, wie wenige bisher auf biologisch aktive Substanzen untersucht sind. Balandrin schätzt, dass nicht mehr als 15 % der 250.000 -750.000 bekannten Arten höherer Pflanzen auf besondere Inhaltsstoffe untersucht wurden. Die Chancen sind also „gut bis exzellent, dass viele Pflanzeninhaltsstoffe mit potentiell nützlichen biologischen oder technologischen Eigenschaften bislang unentdeckt und damit ungenutzt sind.“

## Idioblasten in der mikroskopischen Analytik
Wenn Stoffe aus Pflanzenteilen z. B. Blattbruch vorliegen, so können diese Stoffe mikroskopisch sehr oft einfach identifiziert oder auch auf Qualität und Reinheit überprüft werden. So wird etwa importierter grüner Tee dadurch identifiziert und überprüft, indem man nach den stark verzweigten dickwandigen Astrosklereiden in den älteren Blättern von Camellia sienensis sucht.
Für die Zielsetzungen des Zolls bzw. der Drogenfahndung (Kriminalistik) werden Pflanzenprodukte auf Hanfanteile (Cannabis sativa) überprüft, indem man mikroskopisch nach sog. Retortenhaaren sucht, die an der Basis mit einem Cystolithen (Steinchen) aus Calciumcarbonat (CaCO3(Kalkstein)) versehen sind.